# North Sacramento School
 (mars 2021).
La North Sacramento School est une école américaine à Sacramento, en Californie. Le bâtiment qui l'accueille est inscrit au Registre national des lieux historiques depuis le 16 mars 2021.